# یواس‌اس ریندیر (ای‌تی‌ای-۱۸۹)
یواس‌اس ریندیر (ای‌تی‌ای-۱۸۹) (به انگلیسی: USS Reindeer (ATA-189)) یک کشتی بود که طول آن ۱۴۳ فوت (۴۴ متر) بود. این کشتی در سال ۱۹۴۴ ساخته شد.